# Ramón La Féria
Ramón Machado de La Féria ComL (Salvador, Serpa, 27 de Junho de 1919 — Lisboa, 24 de Maio de 2003) foi um médico, militar e maçon português.

## Biografia
Nasceu na freguesia do Salvador, em Serpa. Era filho varão primogénito do médico cirurgião Ramón Nonato de La Féria, natural de Serpa, filho dum espanhol, e de sua mulher Helena da Ascensão do Prado Machado, doméstica, natural de Beja, e primo-tio de Filipe La Féria. Já quando frequentava o Liceu Camões, em Lisboa, ainda adolescente, era chamado amiúde ao Reitor para receber advertências por causa da sua actividade de propaganda contra o regime político Salazarista.
Nos anos de 1940, de La Féria fez parte dum grupo de trabalho para a reforma do Ensino Secundário em Portugal e, a convite de Mário Soares, ingressou na Direcção Académica do Movimento de Unidade Democrática-Juvenil em 1946.
Era Licenciado em Medicina pela Faculdade de Medicina da Universidade de Lisboa, tendo-se especializado em Anestesiologia Cardíaca.
Devido à sua intensa acção contra o regime Fascista, viria a ser detido várias vezes, nomeadamente nos anos de 1940, quando esteve preso cinco meses na Cadeia do Aljube, por ter assinado um documento contra a polícia política.
A 31 de março de 1945, casou civilmente em Lisboa com Maria Helena de Melo e Rocha (Santa Marinha, Vila Nova de Gaia, c. 1916), doméstica, filha de Francisco Tomás da Rocha, natural de Ílhavo, e de Alzira da Silva Melo, doméstica, natural de Albergaria-a-Velha (freguesia de Alquerubim).
Em 1952, foi preso como Oficial Miliciano participante numa revolta militar contra o regime de Salazar, conjuntamente com o Capitão Henrique Galvão e outros Oficiais, permanecendo dois meses e meio novamente na Cadeia do Aljube e, depois, na Cadeia do Forte-Prisão de Caxias.
Em 1968, voltaria a ser preso em Caxias, acusado, mais uma vez, de ser um dos responsáveis fuma acção militar contra o regime Fascista.
Viria a ingressar na Maçonaria em 1973, por proposta do então Grão-Mestre Luís Hernâni Dias Amado, ocupando o cargo de Presidente Interino do Conselho da Ordem do Grande Oriente Lusitano Unido entre 1975 e 1976. Entre 1990 e 1993 foi Grão-Mestre do Grande Oriente Lusitano.
A 25 de Julho de 1989 foi feito Comendador da Ordem da Liberdade.
Morreu a 24 de maio de 2003, no Hospital Pulido Valente, em Lisboa, onde se encontrava internado na unidade de oncologia.